# Red, She Said
Red, She Said (deutsch rot, sagte sie) ist ein deutsch-britischer Kurzfilm von Mareike Bernien und Kerstin Schroedinger aus dem Jahr 2011. In Deutschland feierte der Film am 28. April 2012 bei den Internationalen Kurzfilmtagen in Oberhausen Premiere.

## Handlung
Die Farbe Rot ist autonome Akteurin des Films. Eine neue Erfahrung im Raum sowie in der Konstruktion einer kolorierten Verfahrenswahrnehmung.

## Kritiken
„Von der (Post-)Produktion zur Projektion und Intervention. Eine teilnehmende Untersuchung des Farbfilms, seiner Verfahren und Folgen für die Wahrnehmung einer Wirklichkeit, die weniger aufgenommen als konstruiert wird. Genau so, als Teil einer Debatte, bringen hier mehrere Spots ein Rot neu zum Erscheinen, das in mehr als einem Sinne ‚bigger than life‘ ist.“

## Auszeichnungen
Internationale Kurzfilmtage Oberhausen 2012
- 3sat-Förderpreis